# Milà-Sanremo 1919
La Milà-Sanremo 1919 fou la 12a edició de la Milà-Sanremo. La cursa es disputà el 6 d'abril de 1919, sent el vencedor final l'italià Angelo Gremo.
42 ciclistes hi van prendre part, acabant la cursa 22 d'ells.

## Classificació final
|    | Ciclista            | Equip | Temps       |
| -- | ------------------- | ----- | ----------- |
| 1  | Angelo Gremo        | -     | 11h 26' 00" |
| 2  | Costante Girardengo | -     | + 2' 15"    |
| 3  | Giuseppe Olivieri   | -     | + 8' 00"    |
| 4  | Giuseppe Azzini     | -     | m. t.       |
| 5  | Carlo Galetti       | -     | + 25' 00"   |
| 6  | Mario Santagostino  | -     | + 25' 30"   |
| 7  | Luigi Lucotti       | -     | + 30' 00"   |
| 8  | Clemente Canepari   | -     | + 30' 50"   |
| 9  | Giovanni Rossignoli | -     | + 38' 30"   |
| 10 | Lucien Buysse       | -     | + 41' 30"   |